# XXI Juegos Centroamericanos y del Caribe
Los XXI Juegos Centroamericanos y del Caribe fueron un evento multideportivo que tuvo lugar desde el 18 de julio hasta el 1 de agosto de 2010. La ciudad de Mayagüez en Puerto Rico fue la sede principal, con subsedes repartidas en Colombia, Guatemala, Guyana y Venezuela. Un total de 5204 atletas fueron inscritos para la competencia, la mayor cantidad en la historia de la justa regional.

## Símbolos

### Encendido del Fuego Azteca
Como parte del protocolo del evento, el día 25 de junio se realizó la ceremonia del encendido del "Fuego Nuevo" en la zona arqueológica de Teotihuacán, México, que fue utilizado para la apertura de los Juegos. La llama arribó a Puerto Rico el 26 de junio, e inició su traslado a través de los 78 municipios de la Isla.

### Logo, Pictogramas y Mascotas
El logo está compuesto por un pebetero que representa el fuego olímpico. En la llama sobresalen los colores naranja y rojo, que simbolizan la "puesta del sol", "característica" de la ciudad. Debajo del dibujo se ubican dos letras "M" sobrepuestas, una en color verde, que representa el "verdor y las colinas de la ciudad" y la otra azul, por las "aguas puras que la caracterizan". Debajo del logo, se aprecia la inscripción MAYAGÜEZ 2010. El logo oficial fue creado por los artistas gráficos Abner Gutiérrez y Mayra Maldonado de IDGroup, San Juan PR. Los pictogramas oficiales para todos los deportes representados en estos juegos se crearon basados en el diseño del logo oficial y fueron diseñados por los artistas gráficos Abner Gutiérrez y Jorge Colón de IDGroup, San Juan PR. Por otro lado, el evento tiene dos mascotas: "Mayi" y "Magüe", dos llamaradas en "femenino" y "masculino". Fueron creadas por el artista gráfico Erick Carreras Gutiérrez.

## Deportes
En la XXI edición de los Juegos Centro Americanos y del Caribe se jugaron 45 disciplinas deportivas. El fútbol había sido descartado de la competencia debido a que la Concacaf objetó las instalaciones en las que se desarrollarían los juegos. Aunque Venezuela fue avalada como subsede por esa misma entidad y la Odecabe, fue decidido mantener la disciplina como exhibición en la rama masculina debido a la ausencia de varios países, mientras la femenina se mantuvo como parte del programa.
| - Atletismo - Bádminton - Baloncesto - Balonmano - Béisbol - Bowling - Boxeo - Canotaje - Ciclismo BMX | - Ciclismo de montaña - Ciclismo en pista - Ciclismo en ruta - Clavados - Equitación - Esgrima - Esquí acuático - Fútbol - Gimnasia artística | - Gimnasia rítmica - Hockey sobre césped - Judo - Karate - Levantamiento de pesas - Lucha - Nado sincronizado - Natación - Patinaje artístico | - Patinaje de velocidad - Pentatlón moderno - Raquetbol - Remo - Rugby 7 - Sóftbol - Squash - Taekwondo - Tenis | - Tenis de mesa - Tiro deportivo - Tiro con arco - Trampolín - Triatlón - Vela - Voleibol - Voleibol de playa - Waterpolo |

## Organización

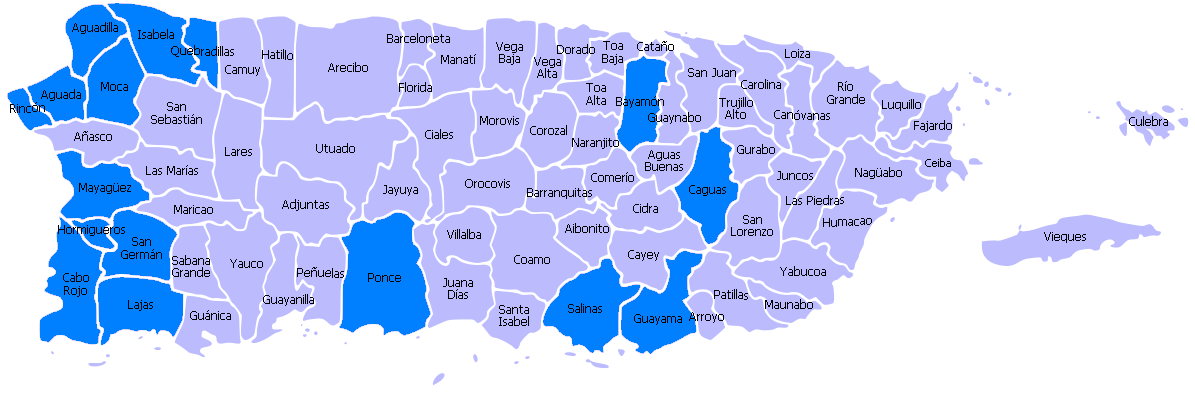
Mapa de Puerto Rico con los municipios donde se realizaron los eventos.

En Puerto Rico el presupuesto para el desarrollo del evento ascendió a un total aproximado de $484 millones de dólares, siendo calificados por Héctor Cardona, presidente de la Odecabe, como  "los mejores Juegos desde hace 76 años". Según cálculos iniciales de los organizadores, resultó con beneficios de "poco más" de 116 millones de dólares.

### Instalaciones deportivas
La mayoría de los eventos se desarrollaron en la región Porta del Sol, otros cinco recintos estuvieron ubicados en Colombia, y uno en Guatemala, Guyana y Venezuela respectivamente.

### Sedes
- Sede Principal
  -  Mayagüez
- Otras sedes
  -  Colombia[17]
  -  Guatemala[17]
  -  Guyana[18]
  -  Venezuela[19]
  -  Veracruz[17]

#### Mayagüez
| Instalaciones                                                | Capacidad | Deportes                                         | Image |
| ------------------------------------------------------------ | --------- | ------------------------------------------------ | ----- |
| Estadio Centroamericano Estadio José Antonio Figueroa Freyre | 15 000    | Atletismo                                        |       |
| Natatorio del RUM Natatorio Carlos Berrocal                  | 3300      | Natación, Waterpolo, Nado Sincronizado, Clavados |       |
| Palacio de Recreación y Deportes                             | 6000      | Baloncesto, Voleibol                             |       |
| Estadio Isidoro García                                       | 12 000    | Béisbol                                          |       |
| Pabellón El Maní                                             | 2500      | Handball                                         |       |
| Coliseo Rafael A. Mangual                                    | 4500      | Boxeo                                            |       |
| Canchas de Racquetball del RUM                               | 850       | Raquetbol                                        |       |
| Canchas de Tennis del RUM                                    | 3290      | Tenis                                            |       |
| Estadio Santiago Llorens                                     | 900       | Sóftbol                                          |       |

#### Porta del Sol
| Instalaciones                           | Municipio    | Capacidad | Deportes               |
| --------------------------------------- | ------------ | --------- | ---------------------- |
| Coliseo Raymond Dalmau                  | Quebradillas | 5100      | Baloncesto Bádminton   |
| Coliseo Arquelio Torres                 | San Germán   | 5000      | Baloncesto             |
| Estadio Hermanos Miura                  | Hormigueros  | 2000      | Béisbol                |
| Estadio Luis Canena Márquez             | Aguadilla    | 5000      | Béisbol                |
| Ciudad de Rincón                        | Rincón       | 800       | Ciclismo               |
| Base Ramey                              | Aguadilla    | 600       | Ciclismo               |
| Pabellón de Gimnasia de Hormigueros     | Hormigueros  | 800       | Gimnasia               |
| Coliseo de Aguada                       | Aguada       | 5000      | Judo Lucha             |
| Cancha Wilfredo Toro                    | Hormigueros  | 1500      | Karate, Taekwondo      |
| Coliseo Dr. Juan Sánchez Acevedo        | Moca         | 3000      | Levantamiento de pesas |
| Estadio Julio Rivera López              | Hormigueros  | 600       | Sóftbol                |
| Coliseo José "Buga" Abreu               | Isabela      | 3000      | Taekwondo              |
| Balneario de Rincón                     | Rincón       |           | Triatlón               |
| Facilidades de Arco Altos de Samán      | Cabo Rojo    | 500       | Tiro con arco          |
| Coliseo Rebekah Colberg Cabrera         | Cabo Rojo    | 2737      | Esgrima                |
| Balneario de Boqueron                   | Cabo Rojo    |           | Vela                   |
| Campo de Voleibol de Playa en Cabo Rojo | Cabo Rojo    | 600       | Voleibol de playa      |

#### Otros municipios en Puerto Rico
| Instalaciones                 | Municipio | Capacidad | Deportes             |
| ----------------------------- | --------- | --------- | -------------------- |
| Bolera Caribe                 | Ponce     | 300       | Bolos                |
| Lago Cerrillos                | Ponce     | 1500      | Canotaje/Kayak, Remo |
| La Sebastina                  | Bayamón   | 1000      | Ecuestre             |
| Parque Yldefonso Solá Morales | Caguas    | 8000      | Hockey               |
| Guayama Convention Center     | Guayama   | 2000      | Patinaje Artístico   |
| Albergue Olímpico             | Salinas   | 800       | Tiro                 |

#### Sub sedes
| Lugar     | Deportes                                          |
| --------- | ------------------------------------------------- |
| Colombia  | Esquí Gimnasia rítmica Trampolín, Squash Patinaje |
| Guatemala | Pentatlón Moderno                                 |
| Guyana    | Rugby                                             |
| Venezuela | Fútbol                                            |

## Países participantes
Un total de 31 naciones, de las 32 afiliadas a la Odecabe, asistieron al evento. Cuba desestimó su participación alegando el incumplimiento de una serie de condiciones que garantizarían la estadía de sus deportistas.
| País                                 | Atletas | Deportes | Abanderado            |
| ------------------------------------ | ------- | -------- | --------------------- |
| Antigua y Barbuda                    | 15      | 6        | James Grayman         |
| Antillas Neerlandesas                | 99      | 13       | Anne-Marie Pietersz   |
| Aruba                                | 32      | 9        | Stuart Achl y Gilbert |
| Bahamas                              | 78      | 8        |                       |
| Barbados                             | 162     | 23       | Bradley Ally          |
| Belice                               | 13      | 5        | Shalini Zabaneh       |
| Bermudas                             | 60      | 10       | Roy Allen Burol       |
| Colombia                             | 259     | 32       | Natalia Sánchez       |
| Costa Rica                           | 162     | 30       | Verania Willis        |
| Dominica                             | 8       | 2        | Brenda Williams       |
| El Salvador                          | 274     | 30       | Pamela Benítez        |
| Granada                              | 11      | 3        | Ayesha Noel           |
| Guatemala                            | 420     | 40       | Kevin Cordón          |
| Guyana                               | 66      | 10       |                       |
| Haití                                | 69      | 10       | Joseph Moise          |
| Honduras                             | 75      | 18       | Karen Vilorio         |
| Islas Caimán                         | 39      | 8        | Jessica McTagart      |
| Islas Vírgenes de los Estados Unidos | 94      | 11       |                       |
| Islas Vírgenes Británicas            | 30      | 7        | Darrel Christopher    |
| Jamaica                              | 170     | 15       | Alia Atkinson         |
| México                               | 681     | 42       | Oscar Valdez          |
| Nicaragua                            | 144     | 16       | Rigoberto Calderón    |
| Panamá                               | 171     | 20       | Eileen Grench         |
| Puerto Rico                          | 649     | 41       | José Juan Barea       |
| República Dominicana                 | 491     | 38       | Brenda Castillo       |
| San Cristóbal y Nieves               | 14      | 2        | Tanika Liburd         |
| San Vicente y las Granadinas         | 19      | 5        |                       |
| Santa Lucía                          | 20      | 5        | Danielle Beaubrun     |
| Surinam                              | 14      | 6        | Chinyere Pigot        |
| Trinidad y Tobago                    | 235     | 24       |                       |
| Venezuela                            | 493     | 38       | Mariana González      |

## Desarrollo

### Ceremonia de inauguración
La ceremonia fue realizada el día 18 de julio y contó con la participación del Gobernador Luis Fortuño quien declaró inaugurados los juegos. El funcionario fue acompañado de la primera dama Lucé Vela de Fortuño. Previo a la declaración, fueron presentados el alcalde de la Ciudad de Mayagüez, José Guillermo Rodríguez, el presidente del Comité Organizador (COMAZ), Felipe Pérez Grajales y el oresidente de la Odecabe, Héctor Francisco Cardona.
El desfile de entrada de las delegaciones fue encabezado por la representación de Haití, y no la de México como es tradición, como un gesto de solidaridad ante el terremoto que sufrió esa nación a principios de año. El espectáculo musical incluyó a los artistas Gilberto Santa Rosa, Olga Tañón, el flautista Néstor Torres, Chucho Avellanet, Hilda Ramos y Wisin y Yandel; también participó el exbeisbolista Bernie Williams. El encendido del pebetero fue realizado en forma conjunta por figuras del deporte puertorriqueño (y nativos de Mayagüez) Carlos Berrocal, Jorge García, Emily Viqueira, Ángel Víctor Pagán, Jaime Frontera, Wilfredo Maisonave y Ralph Rodríguez.
El evento estaba previsto para el 17 de julio, pero fue aplazado para el siguiente día debido a daños materiales en el Estadio Centroamericano, provocados por fuertes ráfagas de viento. Unas cinco personas resultaron heridas en el percance.
Además se realizó una inauguración paralela en la subsede de Bogotá el día 17 de julio de 2010. La ceremonia estuvo organizada por la directora del Instituto Distrital de Recreación y Deporte (IDRD), Ana Edurne Camacho, y presidida por el alcalde de Bogotá, Samuel Moreno Rojas.

### Medallero
La delegación mexicana encabezó la tabla, siendo la décima ocasión en la historia de la justa regional, y estableciendo además un récord particular de mayor cantidad de preseas en una competencia.
| Núm. | País                                 | Oro | Plata | Bronce | Total |
| ---- | ------------------------------------ | --- | ----- | ------ | ----- |
| 1    | México                               | 133 | 129   | 122    | 384   |
| 2    | Venezuela                            | 114 | 104   | 104    | 322   |
| 3    | Colombia                             | 100 | 84    | 76     | 260   |
| 4    | Puerto Rico                          | 48  | 44    | 75     | 167   |
| 5    | República Dominicana                 | 31  | 37    | 65     | 133   |
| 6    | Jamaica                              | 15  | 10    | 17     | 42    |
| 7    | Guatemala                            | 14  | 20    | 36     | 70    |
| 8    | Trinidad y Tobago                    | 9   | 11    | 13     | 33    |
| 9    | El Salvador                          | 8   | 21    | 32     | 61    |
| 10   | Bahamas                              | 7   | 5     | 6      | 18    |
| 11   | Barbados                             | 3   | 2     | 5      | 10    |
| 12   | Panamá                               | 2   | 3     | 11     | 16    |
| 13   | Antillas Neerlandesas                | 2   | 3     | 2      | 7     |
| 14   | Islas Caimán                         | 2   | 2     | 3      | 7     |
| 15   | Costa Rica                           | 1   | 5     | 16     | 22    |
| 16   | Guyana                               | 1   | 3     | 6      | 10    |
| 17   | Bermudas                             | 1   | 1     | 3      | 5     |
| 18   | Islas Vírgenes Británicas            | 1   | 0     | 0      | 1     |
| 18   | Santa Lucía                          | 1   | 0     | 0      | 1     |
| 20   | Haití                                | 0   | 2     | 4      | 6     |
| 21   | Islas Vírgenes de los Estados Unidos | 0   | 2     | 0      | 2     |
| 22   | Aruba                                | 0   | 1     | 1      | 2     |
| 23   | Antigua y Barbuda                    | 0   | 1     | 0      | 1     |
| 23   | Granada                              | 0   | 1     | 0      | 1     |
| 25   | Nicaragua                            | 0   | 0     | 4      | 4     |
| 26   | Honduras                             | 0   | 0     | 3      | 3     |
| 27   | San Cristóbal y Nieves               | 0   | 0     | 1      | 1     |
| 27   | Surinam                              | 0   | 0     | 1      | 1     |
|      | TOTAL                                | 493 | 491   | 606    | 1590  |

### Marcas relevantes
- La esgrimista venezolana Mariana González conquistó su tercera medalla de oro en Juegos Centroamericanos y del Caribe en la modalidad de florete femenino individual.[40] La misma hazaña fue lograda por el equipo masculino venezolano también en florete.[41]
- El nadador venezolano Albert Subirats logró cinco medallas de oro en las pruebas de 100 m estilos libre, espalda (récord de los juegos) y mariposa, y en los relevos 4 x 100 m libres y 4 x 100 m estilos.[42] También consiguió medallas de plata en los 50 m libre, 50 m mariposa y bronce en los 50 m espalda.[43]
- El nadador colombiano Omar Pinzón ganó cuatro preseas doradas en las pruebas de 50 m espalda, 200 m espalda (ambos récords de los juegos), 200 m mariposa y el relevo de 4x200 m libres; más una de bronce en 200 m combinado individual.[44]
- El guatemalteco José Amado García ganó la prueba de maratón, siendo el primero de su nacionalidad en lograrlo desde 1950 cuando Mateo Flores triunfó en la carrera de 21 km durante los VI Juegos Centroamericanos y del Caribe.[45][46]
- El mexicano Juan René Serrano obtuvo ocho medallas de oro en todas las pruebas que participó en tiro con arco; también su compatriota Aída Román ganó siete preseas doradas y una de plata en la misma disciplina.[47]
- El equipo jamaicano de atletismo ganó un total de diez medallas de oro, logrando encabezar el medallero en esta disciplina por primera vez en la historia de la justa regional.[48]
- El equipo puertorriqueño de boxeo conquistó siete medallas de oro, liderando por primera vez en la historia de los juegos el medallero de esta disciplina.[49]

### Múltiples ganadores
El tablero de multimedallas de los XXI Juegos Centroamericanos y del Caribe Mayagüez 2010 presenta a los once deportistas que conquistaron más de una medalla en las competiciones deportivas realizadas en Mayagüez, Puerto Rico.

Fuente: Organización de los XXI Juegos Centroamericanos y del Caribe Mayagüez 2010. 
| Clasificación | Deportista           | País        | Disciplina            |   |   |   | Total |
| 1             | Juan Serrano         | México      | Tiro con arco         | 8 | 0 | 0 | 8     |
| 2             | Aída Roman           | México      | Tiro con arco         | 7 | 1 | 0 | 8     |
| 3             | Nuria Diosdado       | México      | Nado Sincronizado     | 6 | 0 | 0 | 6     |
| 4             | Albert Subirats      | Venezuela   | Natación              | 5 | 2 | 1 | 8     |
| 5             | Jorge Luis Cifuentez | Colombia    | Patinaje de velocidad | 5 | 1 | 0 | 6     |
| 6             | Olga Bosch           | Venezuela   | Tiro con arco         | 5 | 0 | 2 | 7     |
| 7             | Isabel Delgado       | México      | Nado Sincronizado     | 5 | 0 | 0 | 5     |
| 8             | Jorge Jiménez        | El Salvador | Tiro con arco         | 4 | 3 | 0 | 7     |
| 9             | Andreína Pinto       | Venezuela   | Natación              | 4 | 1 | 1 | 6     |
| 10            | Hugo Hernández       | México      | Tiro                  | 4 | 1 | 0 | 5     |
| 10            | Luis Rivera          | Puerto Rico | Gimnasia artística    | 4 | 1 | 0 | 5     |

### Ceremonia de clausura
La ceremonia contó con la participación del alcalde de Mayagüez, José Guillermo Rodríguez; Felipe Pérez Grajales, presidente del comité organizador; John Rementería, alcalde de Veracruz; Elizabeth Morales, alcaldesa electa de Xalapa, y David Velazco Chedraui, alcalde saliente. Fidel Herrera, gobernador del Estado de Veracruz,  recibió la bandera de la Organización Deportiva Centroamericana y del Caribe para su custodia hasta la realización de los próximos juegos. El espectáculo musical estuvo a cargo de los artistas José Nogueras, Tito el Bambino, Chucho Avellanet, Claudina Brinn, Ana Isabel, José Nogueras, Richie Ray, Bobby Cruz, y artistas mexicanos como el ballet folklórico de la Universidad Veracruzana y Olicia.